# Крафт, Шанис
Шанис Крафт (нем. Shanice Craft; род. 15 мая 1993, Мангейм, Германия) — немецкая легкоатлетка, специализирующаяся в метании диска. Двукратный бронзовый призёр чемпионатов Европы. Чемпионка Европы среди молодёжи (2015). Чемпионка мира (2012) и Европы среди юниоров (2011). Чемпионка юношеских Олимпийских игр 2010 года. Чемпионка Германии. Участница летних Олимпийских игр 2016 года.

## Биография
Родилась в военном гарнизоне Мангейма в семье американского солдата и немецкой пловчихи. С трёх лет занималась плаванием, но уже в начальной школе присоединилась к местному легкоатлетическому клубу MTG Mannheim.
Талант Шанис в метании диска раскрылся довольно рано. В 16 лет она стала бронзовым призёром юношеского чемпионата мира, а в последующие годы выиграла все основные соревнования в разных возрастных категориях. В 2010 году она показала лучший результат на юношеских Олимпийских играх в Сингапуре, год спустя победила на чемпионате Европы среди юниоров.
В 2012 году попробовала свои силы в толкании ядра и на первом же крупном старте, юниорском чемпионате мира, выиграла с личным рекордом 17,15 м. В метании диска на этих соревнованиях она стала только второй. Ранее в сезоне Шанис выполнила олимпийский норматив, но на Игры в Лондон не поехала из-за высокой конкуренции в немецкой сборной: у неё был только четвёртый результат в стране при квоте в три места.
На молодёжном чемпионате Европы 2013 года выиграла серебряные медали и в толкании ядра, и в метании диска.
В 2014 году впервые в карьере выиграла чемпионат страны с лучшим результатом в карьере — 65,88 м. На чемпионате Европы результат оказался несколько хуже (64,33 м), но его оказалось достаточно для бронзовой медали.
Выиграла чемпионат Европы среди молодёжи в 2015 году в метании диска и стала серебряным призёром в толкании ядра. На дебютном взрослом чемпионате мира заняла седьмое место в финале.
Повторила успех двухлетней давности на чемпионате Европы 2016 года, финишировав на третьем месте после Сандры Перкович из Хорватии и соотечественницы Юлии Фишер.
На Олимпийских играх в Рио-де-Жанейро смогла преодолеть квалификацию, после чего заняла 11-е место в финале.
Тренируется под руководством Свена Шварца. Является сотрудником немецкой полиции.

## Основные результаты
| Год  | Турнир                                  | Место проведения         | Дисциплина | Место        | Результат |
| ---- | --------------------------------------- | ------------------------ | ---------- | ------------ | --------- |
| 2009 | Чемпионат мира среди юношей             | Брессаноне, Италия       | диск       | 3-е          | 49,15 м   |
| 2010 | Юношеские Олимпийские игры              | Сингапур                 | диск       | 1-е          | 55,49 м   |
| 2011 | Чемпионат Европы среди юниоров          | Таллин, Эстония          | диск       | 1-е          | 58,65 м   |
| 2012 | Чемпионат мира среди юниоров            | Барселона, Испания       | ядро       | 1-е          | 17,15 м   |
| 2012 | Чемпионат мира среди юниоров            | Барселона, Испания       | диск       | 2-е          | 60,42 м   |
| 2013 | Чемпионат Европы в помещении            | Гётеборг, Швеция         | ядро       | 11-е (квал.) | 17,30 м   |
| 2013 | Кубок Европы по метаниям среди молодёжи | Кастельон, Испания       | диск       | 1-е          | 60,14 м   |
| 2013 | Чемпионат Европы среди молодёжи         | Тампере, Финляндия       | ядро       | 2-е          | 17,29 м   |
| 2013 | Чемпионат Европы среди молодёжи         | Тампере, Финляндия       | диск       | 2-е          | 58,64 м   |
| 2014 | Кубок Европы по метаниям среди молодёжи | Лейрия, Португалия       | ядро       | 2-е          | 17,16 м   |
| 2014 | Кубок Европы по метаниям среди молодёжи | Лейрия, Португалия       | диск       | 1-е          | 64,16 м   |
| 2014 | Командный чемпионат Европы              | Брауншвейг, Германия     | диск       | 2-е          | 65,07 м   |
| 2014 | Чемпионат Европы                        | Цюрих, Швейцария         | диск       | 3-е          | 64,33 м   |
| 2015 | Кубок Европы по метаниям                | Лейрия, Португалия       | диск       | 4-е          | 63,22 м   |
| 2015 | Чемпионат Европы среди молодёжи         | Таллин, Эстония          | ядро       | 2-е          | 17,29 м   |
| 2015 | Чемпионат Европы среди молодёжи         | Таллин, Эстония          | диск       | 1-е          | 63,83 м   |
| 2015 | Чемпионат мира                          | Пекин, Китай             | диск       | 7-е          | 63,10 м   |
| 2016 | Чемпионат Европы                        | Амстердам, Нидерланды    | диск       | 3-е          | 63,89 м   |
| 2016 | Олимпийские игры                        | Рио-де-Жанейро, Бразилия | диск       | 11-е         | 59,85 м   |